# El ventre del mar
El ventre del mar és una pel·lícula catalana dramàtica dirigida per Agustí Villaronga i protagonitzada per Roger Casamajor i Òscar Kapoya, rodada originalment en català.
La pel·lícula va ser guardonada amb 6 premis en el Festival de Màlaga, obtenint la Bisnaga d'Or. Mai abans cap pel·lícula havia obtingut tants guardons en aquest festival. La pel·lícula va tenir la seva pre-estrena al 43è Festival Internacional de Cinema de Moscou a l'abril, on va rebre el premi de la crítica russa. La seva estrena oficial en Espanya va ser el 10 de juny de 2021 en el Festival de Cinema de Màlaga.
La pel·lícula té participació de TV3 i IB3, finançament de l'ICAA i suport de l'ICEC.

## Sinopsi
Juny de 1816. La fragata francesa Alliance embarranca davant les costes del Senegal. Sense prou bots per a tots, es construeix un bastiment per remolcar fins a la riba a 147 homes. Però el pànic i la confusió s'apoderen del comboi i tallen la soga de remolc, abandonant l'embarcació a la seva sort. La fam, la bogeria i una lluita acarnissada es deslliga en aquella embarcació a la deriva. Savigny, un oficial mèdic implacable i Thomas, un rebel mariner ras, s'enfronten mostrant diferent actitud per sobreviure. Un horror que va durar dies i dies. Un escenari on es van mostrar la major de les crueltats i la més dolça de les pietats.

## Repartiment
- Roger Casamajor com Savigny
- Òscar Kapoya com Thomas
- Muminu Diayo com Thèrese
- Marc Bonnín com Markus
- Armando Buika

## Premis i nominacions
| Premi                                             | Categoria                                            | Receptor(s)                            | Resultat   |
| ------------------------------------------------- | ---------------------------------------------------- | -------------------------------------- | ---------- |
| Festival Internacional de Cinema de Moscou (2021) | Jordi d'Or a la millor pel·lícula                    | El ventre del mar                      | Nominada   |
| Festival Internacional de Cinema de Moscou (2021) | Premi de la Crítica Russa                            | El ventre del mar                      | Guanyadora |
| Festival de Cinema de Màlaga (2021)               | Bisnaga d'Or a la millor pel·lícula espanyola        | El ventre del mar                      | Guanyadora |
| Festival de Cinema de Màlaga (2021)               | Bisnaga de Plata a la millor direcció                | Agustí Villaronga                      | Guanyador  |
| Festival de Cinema de Màlaga (2021)               | Bisnaga de Plata a la millor interpretació masculina | Roger Casamajor                        | Guanyador  |
| Festival de Cinema de Màlaga (2021)               | Bisnaga de Plata al millor guió                      | Agustí Villaronga i Alessandro Baricco | Guanyadors |
| Festival de Cinema de Màlaga (2021)               | Bisnaga de Plata a la millor música                  | Marcús J.G.R.                          | Guanyador  |
| Festival de Cinema de Màlaga (2021)               | Bisnaga de Plata a la millor fotografia              | Josep María Civit i Blai Tòmas         | Guanyadors |
| Premis Gaudí (2022)                               | Millor Película i millor direcció, entre d'altres    |                                        |            |